# Рисса
Рисса (ест. Rõssa) — село в Естонії, входить до складу волості Орава, повіту Пилвамаа.